# راتثابارك ويليروت
راتثابارك ويليروت  (بالتايلندية: รัฐภาคย์ วิไลโรจน์)‏ مواليد 14 أبريل 1988، هو متسابق دراجات نارية تايلندي. نافس في سباقات بطولة العالم لفئة 250 سي سي ولفئة 50 سي سي. كما شارك في بطولة العالم للسوبرسبورت.

## وصلات خارجية
- راتثابارك ويليروت على موقع MotoGP.com (الإنجليزية)
- راتثابارك ويليروت على موقع WorldSBK.com (الإنجليزية)

- الموقع الإلكتروني